# Sonja Lang
Sonja Lang er en canadisk lingvist. Hun er kendt for at opfinde toki pona. Derudover er hun en autodidakt polyglot.